# Królewska Manufaktura Tapiserii Santa Bárbara

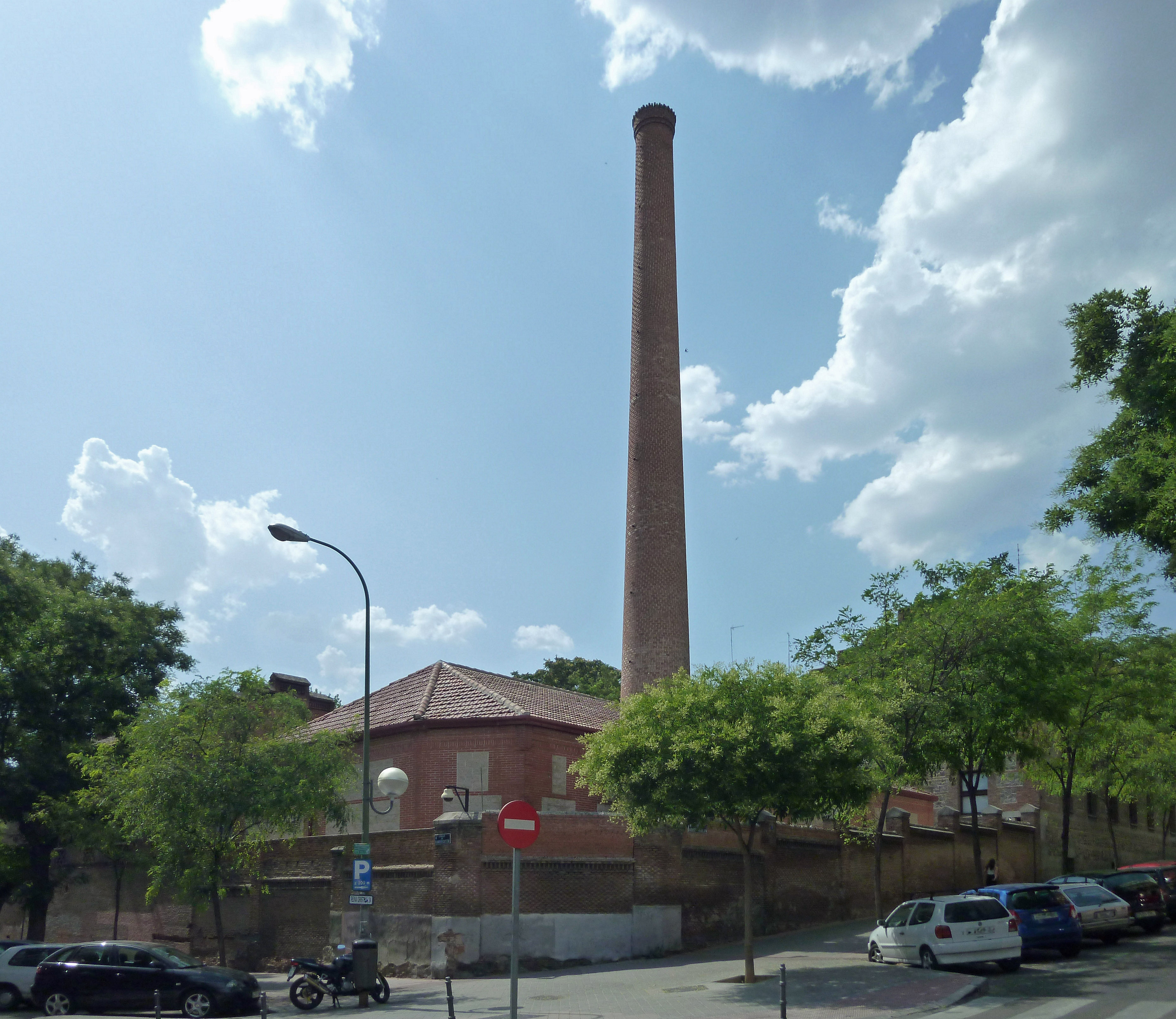
Obecna siedziba manufaktury Santa Bárbara w Madrycie

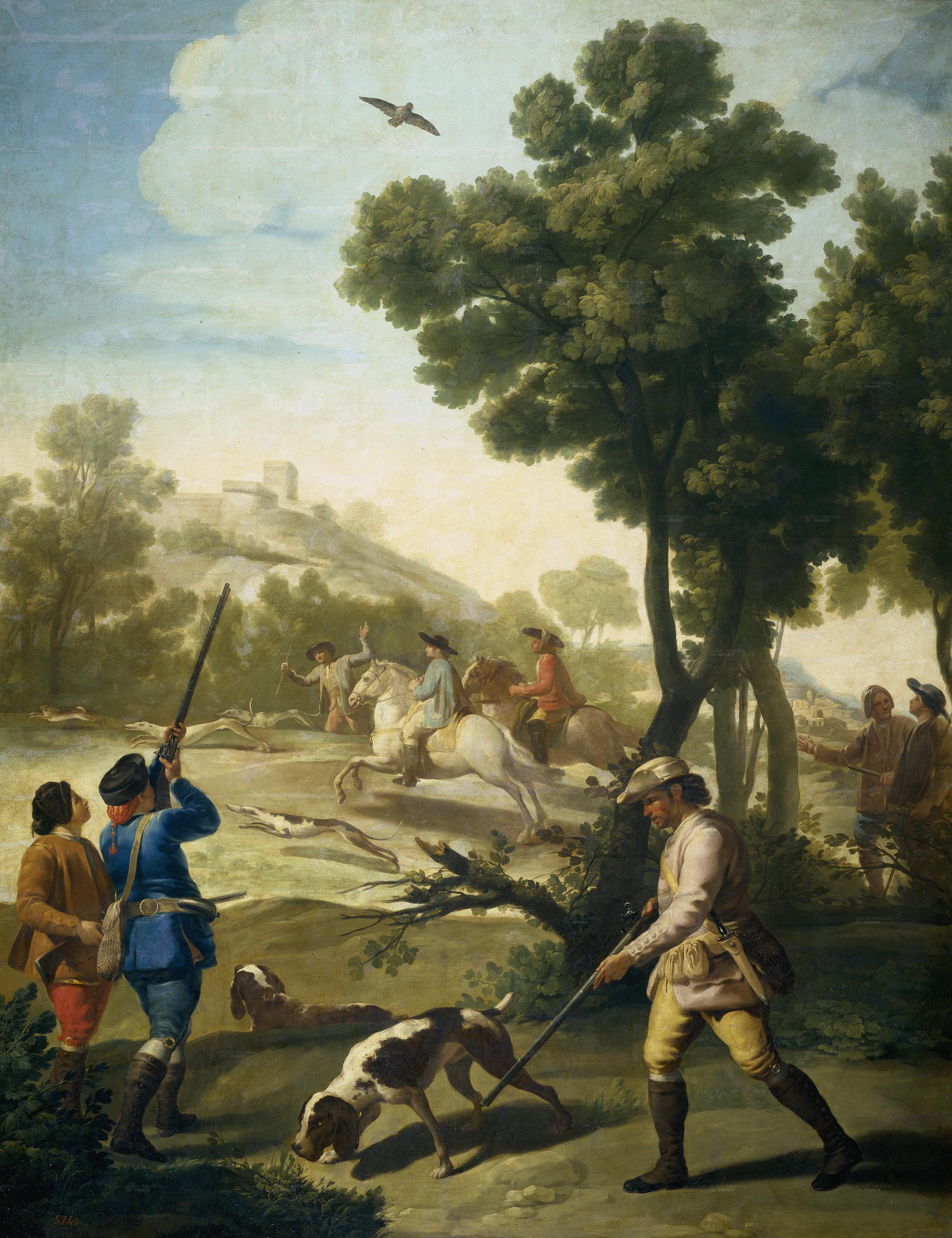
Polowanie na przepiórki – jeden z projektów gobelinów wykonanych przez Goyę dla manufaktury Santa Bárbara (1775)

Królewska Manufaktura Tapiserii Santa Bárbara – jedna z manufaktur produktów luksusowych, utworzona w Madrycie w myśl polityki merkantylizmu hiszpańskiego Oświecenia. Została założona w 1720 roku przez Filipa V. Potrzeba takiej fabryki zrodziła się po zawarciu pokoju w Utrechcie, na mocy którego imperium hiszpańskie utraciło prowincje niderlandzkie. Ustał wtedy import cenionej tapiserii flamandzkiej, a gobeliny stanowiły niezbędny element dekoracji królewskich rezydencji, chroniąc także przed zimnem i wilgocią murowanych ścian. Santa Bárbara była wzorowana na flamandzkich i francuskich warsztatach królewskich (ówczesny monarcha francuski Ludwik XIV był dziadkiem Filipa V), utworzonych według modelu Jean-Baptiste Colberta.

## Historia
Manufaktura znajdowała się na obrzeżach Madrytu niedaleko Bramy św. Barbary, od której wzięła nazwę. Początkowo była kierowana przez pochodzącego z Antwerpii rzemieślnika Jacoba Vandergotena i jego rodzinę. Zainstalowano w niej poziome warsztaty tkackie, na których powstawały gobeliny projektowane przez nadwornych malarzy. W pierwszych latach istnienia fabryki używano flamandzkich wzorów ze szkoły Davida Teniersa III i Philipsa Wouwermana. W tym okresie pracujący dla manufaktury malarze nie mogli pozwolić sobie na zbytnią oryginalność; popularną tematyką były lokalne święta i zabawy oraz uwielbiane przez monarchę łowy. W 1734 roku syn Jacoba Vandergotena zainaugurował nową, nowocześniejszą fabrykę, w której zastosowano pionowy warsztat tkacki pozwalający wyprodukować gobeliny o lepszej jakości.
Ranga manufaktury urosła w 1746 roku, za panowania Ferdynanda VI. Oba warsztaty tkackie zostały połączone i otoczone mecenatem króla. Nastąpiła zmiana stylu z flamandzkiego na włoski (Jacopo Amigoni, Corrado Giaquinto) i francuski (Louis-Michel van Loo, Michel-Ange Houasse). Współpracę z manufakturą rozpoczęli także Andrés de la Calleja i Antonio González Ruiz. Odświeżono również tematykę, zwiększając jej różnorodność. Opracowano motywy mitologiczne i kostumbrystyczne, które odpowiadały dekoracyjnemu przeznaczeniu wytwarzanych gobelinów. Powstały również serie o tematyce historycznej oraz literackiej, takie jak sceny z już wtedy popularnego Don Kiszota.
Najwspanialszą epoką w istnieniu manufaktury było panowanie Karola III, kiedy artystyczną stroną produkcji kierował Anton Raphael Mengs. Ten malarz wywodzący się z habsburskich Czech, został mianowany pierwszym nadwornym malarzem króla zaraz po przyjeździe do Hiszpanii. Zreorganizował manufakturę wyzwalając ją od dominujących flamandzkich wzorów, zwłaszcza od tematyki mitologicznej. Wprowadził do tapiserii zasady neoklasyczne, które stosował w tematyce rodzajowej oraz hiszpańskich pejzażach. Był to zabieg oświeceniowy, w myśl którego należało dążyć do zrozumienia rzeczywistości kraju. Wspomagali go architekt Francesco Sabatini, malarz Mariano Salvador Maella, a później Francisco Bayeu, który został jego następcą na stanowisku artystycznego dyrektora manufaktury. Wspólnie zatrudnili młodych hiszpańskich i włoskich artystów, takich jak José del Castillo, Ginés Andrés de Aguirre, Antonio Barbazza, Mariano Nani, Zacarías González Velázquez, José Camarón y Meliá i Ramón Bayeu.
Artyści współpracujący z manufakturą przygotowywali tzw. kartony do tapiserii – olejne malowidła, które służyły za wzór w warsztacie tkackim. Najpierw powstawał niewielki szkic, który po zaakceptowaniu przez inwestora przekładano na obraz olejny o wielkich rozmiarach, odpowiadających powstającemu gobelinowi. Jednym z najznakomitszych projektantów tapiserii był Francisco Goya, który na pracy dla fabryki zbudował swoją pozycję i karierę. Goya przygotowywał kartony od 1775 do 1792 roku, w którym poważna choroba zapoczątkowała u niego głuchotę i sprawiła, że powoli stracił zainteresowanie dworem. W jego pracach udało mu się połączyć elementy różnych szkół i jednocześnie stworzyć swój własny styl, który charakteryzował królewską manufakturę aż do jej schyłku za panowania Karola IV i wojny o niepodległość.
Obecnie manufaktura działa jako fundacja, która kontynuuje tradycyjną produkcję gobelinów i dywanów, starając się utrzymać przy życiu zanikające rzemiosło. Fundacja ma na celu zachowanie i upowszechnianie historycznych skarbów sztuki, a jednocześnie przedstawianie wzorów współczesnych autorów, tak jak miało to miejsce w XX wieku, z dziełami takich artystów jak José María Sert, Manuel Viola, Pablo Picasso, Salvador Dalí i innych. W siedzibie manufaktury mieści się również muzeum.